# Las Juntas del Tanque
Las Juntas del Tanque är en ort i Mexiko.   Den ligger i kommunen Tuzantla och delstaten Michoacán de Ocampo, i den södra delen av landet, 160 km väster om huvudstaden Mexico City. Las Juntas del Tanque ligger 538 meter över havet och antalet invånare är 508.
Terrängen runt Las Juntas del Tanque är varierad. Runt Las Juntas del Tanque är det glesbefolkat, med 20 invånare per kvadratkilometer. Närmaste större samhälle är Tuzantla, 10,3 km öster om Las Juntas del Tanque. I omgivningarna runt Las Juntas del Tanque växer huvudsakligen savannskog.